# 락티카세이바킬루스 카세이
락티카세이바킬루스 카세이(Lacticaseibacillus casei)는 유산균과의 한 종이다. 인간 몸의 입안의 조직등에서 발견된다. 이 종은 넓은 pH와 생존 온도 범위를 가지며, 효소 아밀라아제의 생산자 인 유산균인 L. acidophilus의 성장을 보완한다.

## 용도
의료적인 측면에서, L. casei 균주 Shirota를 함유 한 시판용 음료는 헬리코박터 파일로리의 생체 내 성장을 억제하는 것으로 나타 났다. 그리고 또다른 소규모 시험에서 동일한 음료가 인간에 의해 소비되었을 때 헬리코박터 파일로리 (H. pylori)의 서식지가 약간만 감소하고 통계적으로 그 경향은 감소하지 않은 것이 발견되었다.

## 같이 보기
- 프리바이오틱스
- 유산균